# Bostrychia rara
L'ibis pettomacchiato (Bostrychia rara (Rothschild, Hartert e Kleinschmidt, 1897) è un uccello della famiglia dei Treschiornitidi.

## Distribuzione e habitat
Questa specie è diffusa nelle foreste di bassa quota dell'Africa centro-occidentale, dalla Liberia all'Uganda.